# George Washington
George Washington (Wakefield, Westmoreland County, Virginia, SAD, 22. veljače 1732. – Mount Vernon, Virginia, 14. prosinca 1799.),  američki političar i prvi predsjednik SAD-a (od 1789. do 1797. godine).
- geometar, posjednik plantaža, vrhovni zapovjednik Kontinentalne vojske tijekom Sjevernoameričkog rata za neovisnost, 1. predsjednik Sjedinjenih Američkih država (1789. – 1797.) godine.

- U Sjedinjenim Američkim Državama je poznat kao "otac nacije" (Father of the Nation).

## Životopis
Već po samome svom podrijetlu, George Washington je bio dio gospodarstvene i kulturne elite države Virginije koja je mahom bila sačinjena od posjednika plantaža i robovlasnika. Oba roditelja, Augustine Washington (1693. – 1743.) i Mary Ball (1708. – 1789.) su bili engleskog podrijetla.
Najprije 1749. je bio uposlen kao geometar i to između ostalog u dolini Shenandoah. Pedesetih godina 18. stoljeća postaje putom nasljedstva, ženidbom i raznoraznim kupoprodajama zemljišnih posjeda jednim od najbogatijih ljudi Virginije.

## Rat s Francuskom i "indijanski rat"
1754. proglašen je brigadirom milicije države Virginije kojom prilikom je izgradio vrlo mnogo utvrda na zapadnoj granici Virginije i vodio je pregovore s Francuzima koji su bili prodrli u dolinu rijeke Ohio. Napetosti iz ovih pregovora doveli su do rata  (1754. – 1763.) godine između Francuske i indijanskih savezničkih plemena protiv Britanaca (engl. "French and Indian War" – u Europi poznato kao: Sedmogodišnji rat). Washington je prvo 1754. sudjelovao u sukobu s francuskim postrojbama u blizini današnjeg Pittsburgh gdje je porazio jednu francusku postrojbu ali je kasnije zbog francuske premoći bio okružen u utvrdi "Fort Necessity"  i bio prisiljen na kapitulaciju i bezuvjetno povlačenje. 
Sljedeće godine je sudjelovao sa svojom milicijom kao pratnja tkz. Braddockove ekspedicije britanske vojske. Tijekom bitke na Monongaheliji bila su pogođena sva tri konja na kojima je on jahao. U toj bici je pokazao izvrsnim zapovjednikom jer je usprkos porazu uspio organizirati povlačenje snaga. Poslije toga organizira prvi regularni puk u Virginiji koji sudjeluje u ratu i postaje također i prvim zapovjednikom svih snaga u Državama.
Kao zapovjednik uspješno brani granice Virginije od Francuza, iako se pravi rat zapravo odvija u susjednim provincijama. 1758. godine odigrao je ključnu ulogu prilikom zauzimanja strateški važne utvrde Fort Duquesne (današnji Pittsburgh). 1759. godine napušta mjesto zapovjednika pukovnije i postaje zastupnik u predstavničkom domu Virginije.

## Između ratova
Još tijekom rata George Washington se 1757. godine oženio s Marthom Dandridge Custis, bogatom udovicom Daniela Parke Custisa i prešao živjeti na plantaži Mount Vernon.
Kao zastupnik Virginije se istakao na prvom Kontinentalnom kongresu u Philadelphiji 5. rujna 1774. godine, na kojemu su razmatrane zajedničke mjere protiv britanske kolonijalne politike, a na drugom Kongresu 10. svibnja 1775. godine je postavljen za vrhovnog zapovjednika jer je smatran najpovoljnijom ličnosti koja bi mogla povezati južne i sjeverne američke kolonije.

## Američki rat za neovisnost
George Washington je zapovjedništvo nad Kontinentalnom vojskom preuzeo 3. srpnja 1775. godine poslije sukoba s Britancima kod Banker Hilla. Nakon što je uspješno istjerao Britance iz Bostona, izgubio je bitku kod Long Islanda  1776. godine i povukao se s vojskom prema Valley Forge, izvan utjecaja Britanaca kako bi se ponovno organizirao i odmorio snage.
25. prosinca 1776. godine Washington je uspješno prešao rijeku Delaware River i nanio poraz Britancima kod Trentona, New Jersey, a nakon toga i 3. siječnja 1777. godine kod Prestona, čime je uspio ponovno podignuti narušeni moral kod vojnika Kontinentalne vojske. 
Washington je zapovijedao trupama tijekom revolucije i vezao britanske snage za centar zemlje, dok su general Gates i zapovjednik milicije Benedict Arnold izvojevali pobjedu protiv Britanaca u najznačajnijoj bici kod Saratoge 17. listopada 1777. godine, nakon čega je i Francuska priznala Sjedinjene Američke Države, a malo kasnije i Španjolska i Nizozemska.
Uz pomoć Francuza pod zapovjedništvom markiza de Lafayette 19. listopada 1781. je pobijedio Britance pod vodstvom generala Cornwallisa u bici kod Yorktowna, što je ujedno i označilo i kraj rata. Britanija je 30. studenog 1782. godine potpisala primirje a 3. rujna 1783. godine i mir u Versaillesu i priznala neovisnost Sjedinjenih Američkih Država.

## Predsjedništvo
Nakon rata (1787. godine) vrlo aktivno sudjeluje u radu Kongresa i kao predsjednik Konvencije ujedinjenja mnogo doprinosi u stvaranju prvog ustava Sjedinjenih Američkih Država. Kongres ga je zatim 4. veljače 1789. godine imenovao za prvog predsjednika Sjedinjenih Američkih Dražava a zatim i 1792. godine ponovno. On je jedini predsjednik koji je dosada jednoglasno izglasan za predsjednika.
Washington je prvi sastanak predsjedničkog kabineta održao 25. veljače 1793. godine. Težio je da se uklone razlike i nesloge između sjevernih i južnih država SAD-a, a u vanjskoj politici zauzeo je neutralan stav prema francuskim revolucionarnim ratovima, što je stvorilo veliku opoziciju prema njegovoj politici u SAD-u i on se zbog toga odbio kandidirati po treći put za predsjednika SAD-a 1796. godine.
Osim toga 1791. godine je uveo porez na potrošnju whiskeya. Ovaj porez je naišao na velike proteste, posebno u graničnim područjima, pa je tako u srpnju 1794. godine u Allegheny County, Pennsylvania, izbija tkz., u povijesti poznata «Whiskey revolucija». Tkz. vrlo nepopularan Jay ugovor, po kojemu je izbjegnut ponovni rat s Velikom Britanijom je označio također period njegovog predsjednikovanja, nakon čega je on prvi put javno kritiziran da je Britancima učinio velike ustupke. 
Poslije svog predsjedničkog mandata 1797. godine Washington se povlači iz političkog života.  
Sljedeće godine ga je tadašnji predsjednik John Adams zbog moguće opasnosti novog rata protiv Britanaca postavio za vrhovnog zapovjednika s činom general bojnika na čelo vojske u svrhu zastrašivanja Britanaca, pri čemu je njegova uloga bila samo formalna.

## Vanjske poveznice
- First Inaugural Address (engleski)
- Second Inaugural Address (engleski)
- Farewell Address (engleski)
- Learning about George Washington